# Джайылма (Ошская область)
Джайылма (кирг. Жайылма) — село в Ноокатском районе Ошской области Кыргызстана. Входит в состав айылного аймака Теелес.

## География
Село расположено в западной части области, на расстоянии приблизительно 26 километров (по прямой) к западо-северо-западу от города Ноокат, административного центра района. Абсолютная высота — 1131 метр над уровнем моря.

## Население
Согласно оценочным данным Национального статистического комитета Кыргызской Республики, численность населения села на начало 2023 года составляла 2417 человек.
| год     | 2009 | 2014 | 2015 | 2020 | 2021 | 2023 |
| ------- | ---- | ---- | ---- | ---- | ---- | ---- |
| человек | 1888 | 1888 | 1931 | 2428 | 2464 | 2417 |